# Lăsatul secului de carne

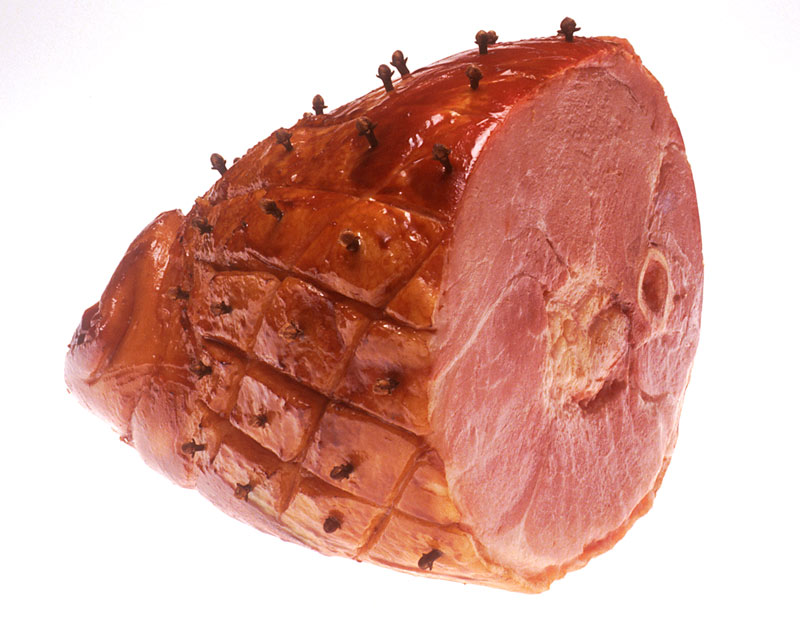

Lăsatul secului de carne, în creștinism e una din cele două lăsaturi are secului, și anume ziua sau zilele de frupt tocmai înainte de intrarea în păresimi.
În riturile apusene, precum și în unele dintre riturile răsăritene, lăsatul secului de brânză și lăsatul secului de carne au loc deodată, marțea înainte de miercurea cenușii, care e ziua de intrare în post. În ritul bizantin primul lăsat al secului are loc cu o săptămână înaintea celui de-al doilea. 

## Etimologie
Potrivit liturgistului Badea Cireșanu, expresia "lăsatul secului" s-ar fi format printr-o aglutinare, de la "lăsatul seculului", adică renunțarea la lume, în sens religios.
În limba italiană, termenul folosit e «carnevale», adică "adio carne", din acel moment incepand Postul Pastelui.

## Perioadă
Potrivit tipicelor bisericești, se renunță la carne în duminica izgonirii lui Adam, duminică precedată de o săptămână, săptămâna cărnii, în care se mănâncă produse de carne în fiecare zi. În această săptămână nu se face liturghie miercurea și vinerea.

## Folclor
Renunțarea la carne e strâns legată în asceză de renunțarea la sărbătoriri. De aici lăsatul secului a fost asociat cu o sărbătoare înainte de intrarea în post, de unde carnavalul.